# Condado de Cullman
O Condado de Cullman é um dos 67 condados do estado norte-americano do Alabama. De acordo com o censo de 2022, sua população é de 90.665 habitantes. A sede de condado e sua maior cidade é Cullman.  O condado foi fundado em 1877 e o seu nome é uma homenagem a John G. Cullmann (1823-1895), empresário alemão que emigrou para os Estados Unidos após as revoluções de 1848 e que colonizou a zona deste condado.
Cullman é um condado "úmido" (moist), aquilo que nos Estados Unidos se refere ao nível de controle sobre as bebidas alcoólicas; as cidades de Cullman, Good Hope e Hanceville permitem a venda, sendo consideradas "molhadas" (wet), enquanto o restante do condado proíbe a venda de álcool, sendo considerado "seco" (dry).

## História
A área foi habitada por muito tempo por várias culturas indígenas. Historicamente, os choctaws e cherokees ali viviam ao tempo do contato com os europeus, com a chegada dos cherokees ao território sendo concomitante com o término da Revolução Americana e as constantes pressões vindas de áreas ao norte. Seus assentamentos no Alabama eram conhecidos como "'Lower Towns".
Pessoas clamando a ascendência cherokee que remanesceram no condado, após a remoção organizada na década de 1830, organizaram-se como a Tribo Echota Cherokee do Alabama em 1980. A tribo angariou o reconhecimento estadual em 1984 porém não possui reconhecimento federal. Há aproximadamente 22000 membros na tribo, principalmente no norte do Alabama.
O condado de Cullman foi organizado em 24 de janeiro de 1877, sendo formado por partes dos condados de Blount, Morgan, Walker e Winston, tendo por habitantes, primeiramente, imigrantes teuto-americanos que vieram de Cincinnati, Ohio. Eles fundaram uma comunidade agrícola e buscaram revolucionar o método de plantações no que outrora foi a região da fronteira. No entanto, as dificuldades geográficas somadas à realidade social foram de encontro à muitas vezes impraticável visão do colonizador John Cullmann. Seus colonos, com suas tradicionais éticas de trabalho germânicas e disposição em experimentar novos produtos como vinho e morangos, tentaram implementar mudanças práticas na agricultura do sul; porém eles eram em número comparados às famílias tradicionais das redondezas, que replicaram e difundiram com maior sucesso a tradicional cultura sulista do algodão.

## Geografia
De acordo com o censo, sua área total é de 1.955 km², destes sendo 1.903 km² de terra e 52 km² de água.

### Condados adjacentes
- Condado de Morgan, norte
- Condado de Marshall, nordeste
- Condado de Blount. leste
- Condado de Walker, sudoeste
- Condado de Winston, oeste
- Condado de Lawrence, noroeste

## Transportes

### Principais rodovias
- Interstate 65
- U.S. Highway 31
- U.S. Highway 231
- U.S. Highway 278
- State Route 67
- State Route 69
- State Route 91
- State Route 157

### Ferrovias
- CSX Transportation

## Demografia
De acordo com o censo de 2022:
- População total: 90.665
- Densidade: 48 hab/km²
- Residências: 39.890
- Famílias: 32.939
- Composição da população:
  - Brancos: 95,7%
  - Negros: 1,4%
  - Nativos americanos e do Alaska: 0,7%
  - Asiáticos: 0,7%
  - Nativos havaianos e outros ilhotas do pacífico: 0,1%
  - Duas ou mais raças: 1,4%
  - Hispânicos ou latinos: 4,7%

## Comunidades

### Cidades
- Arab (predominantemente no condado de Marshall)
- Cullman (sede)
- Good Hope
- Hanceville

### Vilas
- Baileyton
- Berlin
- Colony
- Dodge City
- Fairview
- Garden City (parcialmente no condado de Blount)
- Holly Pond
- South Vinemont
- West Point

### Áreas censitárias
- East Point
- Joppa (parcialmente no Condado de Marshall)

### Comunidades não-incorporadas
- Arkadelphia
- Battleground
- Birdsong
- Black Bottom
- Bremen
- Brooklyn
- Bug Tussle
- Corinth
- Crane Hill
- Damascus
- Jones Chapel
- Logan
- Phelan
- Simcoe
- Spring Hill
- Trimble
- Vinemont
- Walter
- Welti
- Wilburn
- White City